# Rachel Blanchard
Rachel Louise Blanchard (19 de marzo de 1976) es una actriz canadiense. Conocida por su rol protagónico en la serie adaptación de la película del mismo nombre, Clueless (1996-1999) como Cher Horowitz y por protagonizar, desde 2016 hasta 2020, la serie de Audience Network, You Me Her como Emma Trakarsky.

## Carrera
Su carrera se inició con un papel en un anuncio de McDonald's. 
Interpretó a Melanie Schlegel en The Kids of Degrassi Street, serie de TV infantil, de producción canadiense. 1979 a 1986. También interpretó a Debi en War of the Worlds, serie de TV de ciencia ficción, de producción canadiense/americana. 1988 a 1990.
Más tarde ella apareció como Kristen en Are You Afraid of the Dark?, serie de TV de horror/fantasia, de producción canadiense/americana. 1990 a 2000. Luego interpretó a Cher Horowitz en Clueless, serie de televisión basada en la película de 1995 con el mismo nombre.
Apareció como Sally en los episodios 1 y 5 de Flight of the Conchords, comedia americana de 2007. También fue Nancy en Peep Show, comedia británica, por la que recibió elogios de la crítica por su actuación en esta serie.
Estuvo en la película estadounidense Snakes on a Plane (2006) junto a Samuel L. Jackson y Julianna Margulies, donde interpretaba a una chica rica. Tuvo un rol recurrente en Fargo, serie de televisión estadounidense de género policíaco de 2014.
Desde el 22 de marzo de 2016, protagonizó You Me Her, de la cadena de televisión Audience Network y distribuida internacionalmente por Netflix. El 10 de mayo de 2019, Audience Network confirmó que la serie finalizaría con su quinta temporada. El 7 de junio de 2020 se estrenó la última temporada de la serie en el servicio de streaming canadiense Crave, tras el cierre de la cadena Audience Network. La serie finalizó con un total de 5 temporadas y 50 episodios.

## Vida personal
Blanchard nació en Toronto, Ontario, y se graduó de la escuela Havergal College, para acto seguido ir a la Universidad de Queen.

## Filmografía
| Año  | Título                   | Papel              |
| ---- | ------------------------ | ------------------ |
| 1991 | On My Own                | Tania              |
| 1995 | Iron Eagle on the Attack | Kitty Shaw         |
| 1999 | Carrie 2: La ira         | Monica Jones       |
| 2000 | Road Trip                | Tiffany Henderson  |
| 2001 | Sugar & Spice            | Hannah Wald        |
| 2001 | Nailed                   | Kelly Sherman      |
| 2002 | The Wild Dogs            | Moll               |
| 2003 | Chasing Holden           | T.J. Jensen        |
| 2004 | De perdidos al río       | Flower             |
| 2005 | Where the Truth Lies     | Maureen O'Flaherty |
| 2006 | Comeback Season          | Chloe Pearce       |
| 2006 | Snakes on a Plane        | Mercedes           |
| 2007 | Careless                 | Cheryl             |
| 2008 | Adoration                | Rachel             |
| 2008 | Growing Op               | Crystal            |
| 2009 | Spread                   | Emily              |
| 2010 | Open House               | Alice              |
| 2010 | Daydream Nation          | Ms. Budge          |
| 2012 | Overnight                | Jenny              |
| 2012 | My Uncle Rafael          | Michele            |
| 2013 | Mad Ship                 | Adeline            |
| 2013 | Scrapper                 | Sharon             |
| 2014 | Dark Hearts              | Clarissa           |
| 2020 | Deep Water               | —                  |

| Año     | Título                                | Papel                          | Notas                                                |
| ------- | ------------------------------------- | ------------------------------ | ---------------------------------------------------- |
| 1984–85 | The Kids of Degrassi Street           | Melanie                        | "Liz Sits the Schlegels", "Martin Meets the Pirates" |
| 1985    | The Littlest Hobo                     | Lisa Farrell                   | "Voyageurs: Parts 1 & 2"                             |
| 1986    | The Elephant Show                     | Rachel                         | "Masquerade"                                         |
| 1986    | Alex: The Life of a Child             | Wendy                          | Película de Televisión                               |
| 1988    | Glory Enough for All                  | Melanie                        | Película de Televisión                               |
| 1988–90 | War of the Worlds                     | Debi McCullough                | Protagonista                                         |
| 1990    | The Campbells                         | Bonnie                         | "Back to School"                                     |
| 1990    | The Hitchhiker                        | Karen                          | "Riding the Nightmare"                               |
| 1990    | Clarence                              | Jill                           | Película de Televisión                               |
| 1990–93 | Are You Afraid of the Dark?           | Kristen                        | Protagonista                                         |
| 1993–95 | Chris Cross                           | Dinah McGee                    | Protagonista                                         |
| 1995    | Young Ivanhoe                         | Rowena                         | Película de Televisión                               |
| 1996    | Flash Forward                         | Ellen Fisher                   | "No More Good Days", "House Party", "Cool Book"      |
| 1996–99 | Clueless                              | Cher Horowitz                  | Papel Principal                                      |
| 2002–04 | 7th Heaven                            | Roxanne Richardson             | Protagonista                                         |
| 2004–07 | Peep Show                             | Nancy                          | Papel Recurrente                                     |
| 2005    | 1/4life                               | Lisa                           | Película de Televisión                               |
| 2005    | Joey                                  | Joelle                         | "Joey and the Fancy Sister"                          |
| 2006    | Our Thirties                          | Jessica                        | Corto de Televisión                                  |
| 2007    | Flight of the Conchords               | Sally                          | "Sally", "Sally Returns"                             |
| 2008    | Anne of Green Gables: A New Beginning | Louisa Thomas                  | Película de Televisión                               |
| 2009    | Everything She Ever Wanted            | Rachel Reede                   | Miniserie                                            |
| 2010    | Call Me Fitz                          | Janet                          | "Going Down Syndrome"                                |
| 2011    | Flashpoint                            | Jackie Emery                   | "I'd Do Anything"                                    |
| 2011    | The Case for Christmas                | Lauren                         | Película de Televisión                               |
| 2012    | Wedding Band                          | Tracy                          | "We Are Family"                                      |
| 2013    | The Surrogacy Trap                    | Mallory Parkes                 | Película de Televisión                               |
| 2013    | Legit                                 | Allie                          | "Cuckoo's Nest", "Hat Hair"                          |
| 2013    | Psych                                 | Laura                          | "Juliet Wears the Pantsuit"                          |
| 2014    | My Gal Sunday                         | Sunday O'Brien-Parker          | Película de Televisión                               |
| 2014    | Fargo                                 | Kitty Nygaard                  | Papel Recurrente                                     |
| 2015    | Childrens Hospital                    | Missy                          | "Kick Me"                                            |
| 2015    | Another Period                        | Wedding Guest / Clambake Guest | "Reject's Beach", "Modern Pigs"                      |
| 2016–20 | You Me Her                            | Emma Trakarsky                 | Protagonista                                         |

| Año  | Canción                   | Artista(s)              |
| ---- | ------------------------- | ----------------------- |
| 2000 | "Mr. E's Beautiful Blues" | Eels                    |
| 2004 | "Sunday Morning"          | Maroon 5                |
| 2007 | "Business Time"           | Flight of the Conchords |

## Premios y nominaciones
| Año  | Premio             | Categoría | Trabajo                     | Resultado |
| ---- | ------------------ | --- | --------------------------- | --------- |
| 1993 | Young Artist Award | Mejor Elenco en un Programa Para Niños (Compartido con: Jason Alisharan, Ross Hull, Nathaniel Moreau, Raine Pare-Coull, Jodie Resther & Jacob Tierney) | Are You Afraid of the Dark? | Nominada  |
| 2007 | Golden Nymph       | Mejor Actriz - Serie De Comedia | Peep Show                   | Nominada  |
| 2011 | Gemini Awards      | Mejor Actriz Secundaria o Invitada en una Serie De Comedia                                                                                             | Call Me Fitz                | Ganadora  |